# Georg Kleinecke
Georg Kleinecke (20. Januar 1852 in Jüterbog – 29. Oktober 1900 in Hannover) war ein deutscher Theaterschauspieler und Schriftsteller.

## Leben
Kleinecke debütierte, ohne je eine dramatische Ausbildung genossen zu haben, in Düsseldorf, war dann in Sondershausen, Magdeburg, Zürich, Graz, Breslau, Köln, Danzig, Hamburg, Dessau und zuletzt ab 1896 am Residenztheater Hannover bis zu seinem Tod engagiert.
Seine letzte Rolle war der „Advokat“ in Platz den Frauen. Kleinecke war als Charakterdarsteller reich talentiert. Seine Leistungen wie „Präsident Walter“, „Wallenstein“, „Tell“, „Faust“, „Graf Traft“, „Kaiser Heinrich“, „Oberstleutnant Schwartze“ fanden einstimmige Anerkennung.
Er betätigte sich auch als Schriftsteller.

## Werke
- 1892: Schelmenlieder eines fahrenden Komödianten
- 1900: Neue Schelmenlieder